# 竹南交流道
竹南交流道為臺灣國道三號的交流道，位於臺灣苗栗縣竹南鎮，指標為119k。
|  | 119 竹南 |  | 竹南 |

## 簡述
竹南交流道位於苗栗縣竹南鎮海口里西南側，下交流道後可接竹南聯絡道（台1己線），藉此往西行駛約435公尺可接台61線之竹南聯絡道平交路口；往東行駛約3.7公里可接台13線。此交流道屬鑽石型交流道，匝道設計速率為每小時60公里。上下高速公路左右轉之車道以平交槽化路口設計，出口匝道採用單車道平行式出口設計，入口匝道為配合匝道儀控設計。

## 歷史沿革
- 2001年12月27日，中二高香山至竹南路段通車。[2]。
- 2002年5月4日，中二高竹南至後龍路段通車。[3]

## 鄰近公路
- 台61線
- 台1己線
- 縣道124丙線

## 外部連結
- 國道三號竹南交流道示意圖 （页面存档备份，存于）（交通部高速公路局）